# Кіровський район (Макіївка)
Кі́ровський (Грузький) райо́н Макіївки — у центрі та на півночі міста Макіївки.
Населення району — 52 768 чоловік (2001 рік). Складається з 2 досить роз'єднаних частин: до сходу й на захід від Макіївського металургійного комбінату.
Адміністративно підпорядковані:
- смт Ясинівка
- смт Землянки

## Визначні пам'ятки
- Залізничний вокзал «Макіївка-Пасажирська»
- ПК ЯКХЗ (вул. Депутатська, 162)
- ПК МКХЗ (вул. Донецька)
- ПК ММК імені Кірова (вул. Кірова, 73)
- Педагогічне училище (вул. Трубицина)
- Металургійний технікум (вул. Папаніна, 9)
- Стадіон «Авангард» (вул. Ціолковського)
- Плавбасейн «Надія» (вул. Кірова)
- Стадіон спорткомплексу «Заграва» (вул. Кірова)
- Парк Металургів
- Міський ліцей
- Пам'ятник дітям — підневільним донорам[3]

## Житлові масиви
- Радколонія
- Соцмістечко
- Нові плани
- Хімік
- Селище ЯКХЗ
- 92-квартирний
- Новоробітник Містечко
- Жовтневий
- Шлях Ілліча
- Шевченко
- Батман
- Лісовий
- Новобутівка

## Основні автомагістралі
- вул. П. Мирного
- вул. Кірова
- вул. Металургійна
- вул. Трамвайна
- вул. Димитрова
- вул. Паризької Комуни
- вул. Депутатська
- вул. Ціолковського
- вул. 50-річчя СРСР
- вул. Папаніна
- вул. Леніна

## Промислові підприємства
- Макіївський металургійний комбінат імені Кірова.
- Макіївський коксохімічний завод
- Ясинівський коксохімічний завод
- Шахти «Чайкіне», «Новочайкіне-2», «Бутівка-Північна» (закрита) ГХК «Макіїввугілля»

## Міський транспорт
- тролейбуси:
  - 2 Дитячий світ (Центр) — Залізничний вокзал
  - 4 Дитячий світ (Центр) — «Даки»
- маршрутні таксі, автобуси

До початку 2006 року в районі експлуатувалися трамваї:
- 1 Залізничний вокзал — Професійно-технічне училище № 66
- 3 Нові Плани — Селище «Шлях Ілліча»,
- 4 Ясинівський коксохімічний завод — ПК імені 25 з'їзду КПРС (мікрорайон «Східний», Червоногвардійський район (Макіївка)),
- 6 Автостанція «Плеханівська» (раніше — від Нових Планів) — Вулиця Малиновського (ще раніше — до шахти «Червоногвардійська» (Червоногвардійський район (Макіївка)))

У районі експлуатується тролейбусний маршрут № 3: «Дитячий світ — Шахта імені Бажанова». У зв'язку з важкою економічною обстановкою 6 з 9 тролейбусних маршрутів (як і всі трамвайні маршрути) міста ліквідовані, контактні мережі й рейки на більшій частині неексплуатованих маршрутів розібрані (у наслідку 3-й тролейбусний маршрут був відновлений).

## Залізничні станції й зупинки
- станція Макіївка-Пасажирська
- зупинка 1118 км

## Населення
За даними перепису 2001 року населення району становило 52265 осіб, із них 7,41% зазначили рідною мову українську, 92,13% — російську, 0,06% — білоруську, 0,05% — вірменську, 0,1% — циганську, 0,02% — молдовську, 0,01% — німецьку, а також болгарську, кримськотатарську, польську, румунську та грецьку мови.